# 清水望
清水 望（しみず のぞむ、1924年（大正13年）11月15日 - 2014年（平成26年）12月3日）は、日本の法学者、早稲田大学名誉教授。

## 略歴
内村鑑三の弟子・清水繁三郎の子として長崎県長崎市に生まれる。1948年早稲田大学政経学部政治学科卒、助手、講師、助教授、1960年教授。1970年「西ドイツの政治機構」で政治学博士（早稲田大学）。1995年定年退任、名誉教授。妻の義弟が松澤弘陽。

## 著書
- 『西ドイツの政治機構 ボン基本法体制の成立とその展開』成文堂、1969
- 『北欧デモクラシーの政治機構 議会主義体制の形成と展開』成文堂、1974
- 『国家と宗教 ドイツ国家教会法の再構成とその展開』早稲田大学出版部、1991
- 『東欧革命と宗教 体制転換とキリスト教の復権』信山社出版、1997
- 『平和革命と宗教 東ドイツ社会主義体制に対する福音主義教会』冬至書房、2005

### 共編著
- 『君主国における君主の地位と権能』小林昭三共著 憲法調査会事務局、1959
- 『比較憲法講義』編 青林書院新社 青林講義シリーズ、1972

### 翻訳
- ラーニッド・ハンド『権利章典 アメリカ最高裁判所の違憲審査について』牧野力共訳 日本評論新社、1960
- M.R.コンヴィッツ『信教の自由と良心』滝沢信彦共訳 成文堂、1973
- L.ウルフ=フィリップス『比較憲法論』渡辺重範共訳 早稲田大学出版部、1976 現代政治学入門講座
- G.ライプホルツ『現代政党国家』渡辺重範共訳 早稲田大学出版部、1977 政治理論叢書
- C.J.フリードリヒ『比較立憲主義』渡辺重範、大越康夫共訳 早稲田大学出版部、1979
- E.コリンスキー編『西ヨーロッパの野党』監訳 行人社、1998

## 記念論集
- 『憲法における制度と思想 清水望先生還暦記念』小林昭三編 成文堂、1984
- 『憲法における欧米的視点の展開 清水望先生古稀記念』小林昭三ほか 成文堂、1995